# Пелехин, Павел Петрович
Павел Петрович Пелехин (1839 — 27 сентября (10 октября) 1918) — русский хирург, доктор медицины, тайный советник, профессор Военно-медицинской академии.

## Биография
Сын профессора Военно-медицинской академии Петра Павловича Пелехина (1789—1871).
Окончил Киевскую 1-ю гимназию (1858) и Медико-хирургическую академию с золотой медалью (1863).
По окончании курса был оставлен при академии на три года. В это время опубликовал ряд исследований, в том числе из хирургической клиники профессора Китера. Состоя ординатором в клинике профессора Юнге, написал свою диссертацию «Фонтанов канал, несправедливо называемый Шлеммовым», по защите которой получил степень доктора медицины и отправился на два года за границу, где во время Австро-прусской войны работал в военных лазаретах у пруссаков и австрийцев, а также у Вирхова, Лангенбека, Вильмса и других медицинских знаменитостей Запада.
В 1868 году, по возвращении в Россию, был избран адъюнкт-профессором Военно-медицинской академии по кафедре хирургии. Заведовал вторым хирургическим отделением клинического военного госпиталя. В 1869 году ездил в США для изучения военно-санитарного дела по гражданской войне и установил сношения Штатов с русским военно-медицинским миром. Во время русско-турецкой войны работал под Плевной и в Рущукском отряде. С 1880 года состоял профессор Военно-медицинской академии по кафедре хирургии. Принимал деятельное участие в Обществе русских врачей, в течение нескольких лет состоял его вице-председателем. В 1889 году, по истечении 25-летия службы, оставил академию и посвятил себя врачебной практике.
Умер в 1918 году. Похоронен на кладбище Александро-Невской лавры.

## Семья
Был женат на Хионии Александровне Гамм (1852—1904), дочери сенатора А. И. Гамма (впоследствии брак был расторгнут). Их сыновья:
- Игорь (1869—1937), остался в СССР, репрессирован в 1937 году, расстрелян 28 декабря 1937 года.
- Борис (1883—1943), окончил Императорское училище правоведения (1903), дипломат, надворный советник. В эмиграции в Югославии, затем во Франции.

## Сочинения
- Несколько слов о неподвижных повязках (1865)
- Фонтанов канал, несправедливо называемый Шлеммовым: дис. на степ. д-ра мед. — СПб., 1865.
- Три больших операции у одного и того же больного // Медицинский вестник, 1866.
- К вопросу о госпиталях в военное время: из наблюдений во время последней Германской войны. — СПб., 1866.
- Успех новых идей в хирургии // Медицинский вестник, 1868.
- О правильном понимании пиемии (1868)
- К учению об отдаленной перевязке главных артериальных стволов (1869)
- Усовершенствование в операции пузырно-влагалищных и пузырно-маточных свищей (1869)
- Новые анатомические начала при лечении операционных ран (1872)